# Tejs Broberg
Tejs Broberg (* 15. März 1976) ist ein ehemaliger dänischer Skirennläufer.

## Karriere
Broberg gab sein internationales Renndebüt am 24. November 1994 bei einem FIS-Riesenslalom in Hemsedal. Sein erstes internationales Großereignis bestritt er wenige Monate später bei den Juniorenweltmeisterschaften in Voss, wobei ihm seine beste Platzierung im Slalom mit Rang 47 gelang.
Im darauffolgenden Jahr nahm Broberg erstmals an Alpinen Skiweltmeisterschaften teil. In der Sierra Nevada belegte er in der Alpinen Kombination den 31. Platz. Am 27. Oktober 1996 gab Broberg beim Riesenslalom in Sölden sein Weltcupdebüt, wobei er jedoch bereits im ersten Durchgang ausschied.
1998 nahm Broberg zum ersten und einzigen Mal an Olympischen Winterspielen teil. Mit Rang 27 im Riesenslalom erzielte er das bis heute beste Ergebnis eines dänischen Skirennläufers bei Olympischen Winterspielen.

## Erfolge

### Olympische Winterspiele
- Nagano 1998: 27. Riesenslalom, 35. Super-G, DNF Alpine Kombination

### Weltmeisterschaften
- Sierra Nevada 1996: 31. Alpine Kombination, 47. Super-G, 63. Abfahrt, DNF Riesenslalom
- Sestriere 1997: 27. Riesenslalom, 37. Abfahrt, 46. Super-G
- Vail/Beaver Creek 1999: DSQ Riesenslalom

### Juniorenweltmeisterschaften
- Voss 1995: 47. Slalom, 50. Abfahrt, DNF Riesenslalom

### Far East Cup
- Eine Platzierung unter den besten 30